# 仙台市場駅
仙台市場駅（せんだいしじょうえき）は、宮城県仙台市（現・宮城野区）原町南目にあった日本国有鉄道（国鉄）東北本線（貨物支線）の駅（貨物駅。廃駅）である。
仙台市中央卸売市場の構内にあったが、同市場の移転に伴い廃止となった。

## 歴史
- 1961年（昭和36年）6月1日：宮城野 - 当駅間の貨物支線開業に伴い設置。貨物のみ取り扱い[1]。
- 1974年（昭和49年）12月1日：貨物支線廃止により廃駅となる[1]。

## 駅周辺
北側に運動施設、東側に貨物駅があり、西側と南側に住宅地が広がる。南側には公立中学校もある。ちなみに、宮城県道137号線は当駅跡の西側を通る道路のことを指す。北へ抜けると国立病院機構仙台医療センターや宮城野原駅に至る。
- 宮城野原公園総合運動場
  - 宮城球場
  - 仙台市陸上競技場
- 仙台東警察署総合グランド前交番
- 国立病院機構仙台医療センター
- 仙台市立東華中学校
- 西友宮城野原店
- 宮城県道137号荒浜原町線
- 宮城野通
- 新寺通
- 宮城野原駅 - JR東日本仙石線
- 仙台貨物ターミナル駅 - JR貨物

## 現状
宮城野駅（現・仙台貨物ターミナル駅）から延びていた線路は宮城球場の裏に沿って通った後、現在の宮城県道137号線の手前に終端があった。市場跡は宮城野原公園の駐車場となったため、市場や駅の遺構は残っていない。

## 隣の駅
日本国有鉄道
東北本線（貨物支線）
（貨）宮城野駅 - （貨）仙台市場駅